# 세븐 (영화)
《세븐》(영어: Se7en/Seven)은 데이비드 핀처 감독이 맡고 앤드루 케빈 워커가 각본한 1995년 미국의 스릴러, 범죄물 영화이다.
주인공을 맡은 모건 프리먼은 이 배역으로 엠파이어 남우주연상을 수상했다.
대한민국에서는 1997년 10월 25일 KBS2-TV에서 토요명화로 먼저 방송되었으며 이후 2000년 4월 1일 MBC-TV에서도 방송되었고 2007년 9월 29일 SBS-TV에서도 방송되었다. 이로 인해 공중파에서는 3차례나 더빙되어 방송된 경력 있는 영화이다.

## 줄거리
폭력 범죄와 부패가 만연한 익명의 도시에서, 환멸을 느낀 경찰 형사 서머싯 경위는 은퇴를 일주일 앞두고 있다. 그는 아내 트레이시와 함께 최근 이사 온 젊고 성미가 급한 이상주의자 형사 데이비드 밀스와 파트너가 된다.
월요일, 서머싯과 밀스는 강제로 음식을 먹어 위가 터져 사망한 비만 남성을 조사한다. 형사들은 벽에서 "탐식"이라는 단어를 발견한다. 서머싯은 자신의 마지막 사건으로는 너무 극단적이라고 생각하여 재배당을 요청하지만, 그의 요청은 거부된다. 다음 날, 자신의 몸에서 1파운드의 살을 잘라내도록 강요당한 또 다른 피해자가 발견된다. 범죄 현장에는 "탐욕"이라고 표시되어 있다. 현장의 단서는 서머싯과 밀스를 나태의 희생자인 마약상 소아성애자에게 이끌며, 그들은 쇠약해진 채 침대에 묶여 있는 그를 발견한다. 사진들은 피해자가 정확히 1년 동안 구속되어 있었다는 것을 보여준다. 서머싯은 살인 사건이 기독교의 칠죄종 개념에 기반을 두고 있다고 추측한다.
트레이시는 서머싯을 자신과 밀스와 함께 저녁 식사에 초대하여 두 형사가 서로의 적대감을 극복하도록 돕는다. 금요일, 트레이시는 도시에서 다른 아는 사람이 없기 때문에 서머싯과 개인적으로 만난다. 그녀는 그곳으로 이사 온 것에 대한 불행을 드러내고, 특히 임신했다는 사실을 알게 된 후에는 이 도시가 아이를 키우기에 부적합한 장소라고 생각한다. 서머싯은 비슷한 이유로 전 여자친구에게 아이를 낙태하도록 설득했고 그 이후로 후회하고 있었기 때문에 트레이시에게 동정심을 느낀다. 그는 트레이시에게 아이를 낳을 생각이라면 밀스에게만 알려주라고 조언한다.
밀스의 한 마디는 서머싯에게 칠죄종에 기반을 둔 책을 빌린 사람들을 찾기 위해 도서관을 조사하도록 영감을 주었고, 이는 두 사람을 존 도로만 알려진 남자의 아파트로 이끌었다. 예상치 못하게, 도우는 집으로 돌아오고 밀스에게 쫓긴다. 도우는 타이어 렌치로 밀스를 때려 무력화시키고 총으로 위협하지만, 그를 살려두기로 선택하고 도망간다. 경찰은 아파트를 수색하여 많은 돈, 수백 권의 수첩, 그리고 몇몇 희생자들의 사진을 발견한다. 이 사진들 중에는 나태 범죄 현장에서 그들이 방해하는 언론인이라고 생각했던 사람에 의해 찍힌 서머싯과 밀스의 사진도 포함되어 있다. 도우는 아파트에 전화하여 밀스에 대한 그의 존경심을 말한다.
토요일, 서머싯과 밀스는 네 번째 희생자인 색욕, 즉 총으로 위협받는 한 남자에 의해 맞춤 제작된 칼날 딜도로 강간당한 매춘부를 조사한다. 다음 날, 오만의 희생자가 발견된다. 도우가 얼굴을 훼손한 모델이었다. 그녀는 자신의 아름다움 없이는 살 수 없어 자살했다.
서머싯과 밀스가 경찰서로 돌아갈 때, 도우는 피투성이가 된 채 도착하여 자수한다. 그는 밀스와 서머싯이 그를 미공개 장소로 호위하지 않으면 재판에서 정신이상 항변을 할 것이며, 이는 잠재적으로 처벌을 피할 수 있다고 위협한다. 그들은 그곳에서 선망과 분노의 희생자들을 찾을 것이다. 운전하는 동안 도우는 하느님이 자신을 선택하여 죄의 보편성과 무관심에 대한 메시지를 보내도록 했다고 믿는다고 말한다. 도우는 자신의 희생자들에게 아무런 죄책감이 없으며, 살인 사건이 사회로 하여금 자신에게 주목하게 만들 것이라고 믿는다.
도우는 형사들을 도시 외곽의 외딴 장소로 이끌고, 그곳으로 배달 밴이 접근한다. 서머싯은 차량을 가로채는데, 운전자는 이 특정 시간과 장소에서 밀스에게 소포를 전달하라는 지시를 받았다. 그는 소포의 내용물에 경악하고 밀스에게 총을 내려놓으라고 말한다.
도우는 자신이 밀스의 트레이시와의 삶을 부러워했기 때문에 자신이 선망을 상징한다고 밝히고, 소포에 트레이시의 잘린 머리가 들어있음을 암시한다. 그는 밀스에게 분노가 되라고 촉구하며, 트레이시가 자신의 목숨과 뱃속의 아이를 위해 애원했다고 말하고, 밀스가 그녀의 임신 사실을 몰랐다는 것을 깨닫는 데서 즐거움을 느낀다. 서머싯의 애원에도 불구하고, 밀스는 괴로워하고 격분하여 도우를 총으로 쏴 죽이며 도우의 계획을 완성한다. 경찰은 정신이 혼미한 밀스를 데려가고, 서머싯은 그의 서장에게 "주변에 있을 것"이라고 말한다. 서머싯은 어니스트 헤밍웨이의 목소리로 말한다: "어니스트 헤밍웨이가 한때 썼듯이: '세상은 좋은 곳이고, 싸워 볼 가치가 있다.' 나는 두 번째 부분에 동의한다."

## 출연
- 모건 프리먼 - 윌리엄 서머싯 형사
- 브래드 피트 - 데이비드 밀스 형사
- 귀네스 팰트로 - 트레이시 밀스
- 케빈 스페이시 - 존 도
- R. 리 어메이 - 경찰서장
- 앤드루 케빈 워커 (Andrew Kevin Walker) - 죽은 남자
- 대니얼 자카파 (Daniel Zacapa) - 테일러 형사
- 존 캐시니 (John Cassini) - 데이비스
- 존 C. 맥긴리 - 캘리포니아
- 리처드 포트나우 (Richard Portnow) - 버즐리 박사
- 피터 크롬비 (Peter Crombie) - 오닐 박사
- 리처드 라운트리 - 마틴 탤벗
- 찰스 더튼 (Charles Dutton) - 경찰

## 한국어 더빙 성우진
| - 김승준 - 데이빗 밀즈(브래드 피트) - 김병관 - 윌리엄 소머셋(모건 프리먼) - 강구한 - 연쇄살인범(케빈 스페이시) - 최덕희 - 트레이시 밀즈(귀네스 팰트로) - 남궁윤 - 경찰서장(R. 리 어메이) - 최수민 - 굴드 부인(줄리 아라스코크) / 경찰(에밀리 와그너) - 송연희 - 방송 앵커(비벌리 버크) - 이윤선 - 형사(피터 크롬비) / 의사(리차드 포트나우) / 안마 시술소 남자(마이클 매시) - 이봉준 - 마틴 탤보트 검사장(리처드 라운트리) - 이호인 - 형사(대니얼 자카파) / 경찰특공대장(존 C. 맥긴리) - 김소형 - 마크 스와르(리처드 시프) / 지문 감식반(알폰스 프리먼) - 김관진 - 부검의(레지 E. 캐시) / 안마 시술소 남자(릴런드 오서) - 이선 - 기자(도미니크 제닝스) - 장호비 - 배달부(리치먼드 아켓) | - 구자형 - 데이빗 밀스(브래드 피트) - 이인성 - 윌리엄 서머셋(모건 프리먼) - 최수진 - 트레이시(귀네스 팰트로) - 박지훈 - 존 도(케빈 스페이시) - 김현직 - 최병학 - 권혁수 - 변종필 - 엄태국 - 이철용 - 최석필 - 이상범 - 한수림 - 고성일 - 김지영 - 배정민 | - 최원형 - 데이빗 밀스(브래드 피트) - 김병관 - 윌리엄 서머셋(모건 프리먼) - 은영선 - 트레이시 밀스(귀네스 팰트로) - 민응식 - 존 도(케빈 스페이시) - 이근욱 - 경찰서장(R. 리 어메이) - 이봉준 - 마틴 탤보트 검사장(리처드 라운트리) - 조경모 - 경찰특공대장(존 C. 맥긴리) / 안마 시술소 남자(릴런드 오서) - 이병식 - 형사(대니얼 자카파) / 지문 감식반(알폰스 프리먼) - 이재정 - 방송 앵커(비벌리 버크) / 기자(도미니크 제닝스) - 김태웅 - 형사(피터 크롬비) / 의사(리차드 포트나우) / 마크 스와르(리처드 시프) - 차명화 - 굴드 부인(줄리 아라스코크) - 윤성혜 - 경찰(에밀리 와그너) - 이상훈 - 부검의(레지 E. 캐시) / 안마 시술소 남자(마이클 매시) / 배달부(리치먼드 아켓) |

## 같이 보기
- 칠죄종